# A Boy and His Blob
A Boy and His Blob är ett TV-spel till NES och Game Boy utvecklat 1989 av David Crane, skaparen av Pitfall!.
Spelet är ett sidoscrollande plattformsspel som handlar om en pojke och hans kompis Blobert som reser runt på jorden och Bloberts hemplanet för att besegra den onda kejsaren.

## Spelsätt
Spelet gick ut på att den "blob", eller geleklump, som pojken har som vän kan transformera sig till olika saker baserat på vad den äter. På detta sätt kan man röra sig genom spelets banor på flera olika sätt.

## Mottagande
A Boy and His Blob valdes till det bästa spelet under Consumer Electronics Show (CES) 1989 och fick även utmärkelsen Parents' Choice Award av Parents' Choice Foundation 1990.

## Uppföljare
A Boy and His Blob har fått flera uppföljare, bland andra en till Nintendo DS och en till Nintendo Wii.